# Jaciment arqueològic de l'Hort d'en Roca
L'Hort d'en Roca és un Jaciment arqueològic que està situat al municipi de Sales de Llierca, a la Garrotxa. Es tracta d'un lloc d'habitació sense estructures que podria pertànyer a indústries del final del Paleolític superior o més concretament de l'Epipaleolític. L'Hort d'en Roca se situa prop de la Cova dels Ermitons i també al costat esquerre de la riera de Sant Aniol.

## Descobriment i historiografia
Les peçes van ser descobertes l'any 1974 per Ramon Sala acompanyat de Josep Casas, baixant de la cova dels Ermitons.

## Troballes
Ramon sala va recollir una peça que pel i el Dr. Kopper de la Universitat de Long Island (Nova York) que va veure la peça va recomanar el seu estudi, ja que es tractava d'un nucli tipus lavalloisià. Amb aquest motiu Ramon Sala continuà la prospecció de la zona, la qual va donar per resultat la descoberta d'una nova peça de pedra sorrenca i molt erosionada, la qual H. de Lumley considera un bifacial axelià.